# Maplewood (Missouri)
Maplewood ist eine Stadt mit dem Status „City“ im St. Louis County im US-Bundesstaat Missouri. Das U.S. Census Bureau hat bei der Volkszählung 2020 eine Einwohnerzahl von 8.269 ermittelt.

## Geographie
Die Koordinaten von Maplewood liegen bei 38°36'45" nördlicher Breite und 90°19'17" westlicher Länge.
Nach Angaben der United States Census 2010 erstreckt sich das Stadtgebiet von Maplewood über eine Fläche von 4,04 Quadratkilometer (1,56 sq mi). Maplewood grenzt im Norden an Richmond Heights, im Osten an St. Louis, im Süden an Shrewsbury und im Westen an Brentwood.

## Bevölkerung
Nach der United States Census 2010 lebten in Maplewood 8046 Menschen verteilt auf 4269 Haushalte und 769 Familien. Die Bevölkerungsdichte betrug 1991,6 Einwohner pro Quadratkilometer (5157,7/sq mi).
Die Bevölkerung setzte sich 2010 aus 74,1 % Weißen, 17,2 % Afroamerikanern, 0,2 % amerikanischen Ureinwohnern, 3,5 % Asiaten, 1,4 % aus anderen ethnischen Gruppen und 3,5 % mit zwei oder mehr Ethnien zusammen. Bei 2,22 % der Bevölkerung handelte es sich um Hispanics oder Latinos. Von den 4269 Haushalten lebten in 18,6 % Kinder unter 18 und in 6,5 % der Haushalten lebten Personen über 65.
Von den 8046 Einwohnern waren 19,1 % unter 20 Jahre, 9,1 % zwischen 20 und 24 Jahren, 37,0 % zwischen 25 und 44 Jahren, 26,9 % zwischen 45 und 64 Jahren und in 7,9 % der Menschen waren 65 Jahre oder älter. Das Durchschnittsalter betrug 34,7 Jahre und 50,2 % der Einwohner waren männlich.

## Bevölkerungsentwicklung
| Jahr      | 1920  | 1930   | 1940   | 1950   | 1960   | 1970   | 1980   | 1990  | 2000  | 2010  | 2020  |
| Einwohner | 7.431 | 12.657 | 12.875 | 13.416 | 12.552 | 12.785 | 10.960 | 9.962 | 9.228 | 8.046 | 8.269 |

## Persönlichkeiten
- Mark Christman (1913–1976), Baseballspieler
- Ray Kennedy (1957–2015), Jazzpianist und Arrangeur

## Belege
1. ↑  Explore Census Data Total Population in Maplewood city, Missouri. Abgerufen am 2. Februar 2023.
2. ↑   United States Census
3. ↑   American Fact Finder